# Ferdinand Boogaerts
Ferdinand Nand Boogaerts, né à Woluwe-Saint-Étienne le 25 février 1921 et décédé à Woluwe-Saint-Pierre le 30 juin 2006, est un footballeur international belge actif durant les années 1940 et 1950. Il occupait le poste de gardien de but.

## Carrière
Ferdinand Boogaerts intègre l'équipe première du Royal White Star AC, actif en première division, en 1938, alors qu'il n'a que 17 ans. Il devient rapidement le titulaire à son poste avant le déclenchement de la Seconde Guerre mondiale. Après le conflit, il conserve sa place dans le onze de base et permet au club d'atteindre la cinquième place du classement final en 1946, ce qui constitue alors le meilleur résultat obtenu par le club. Hélas, la saison suivante, l'équipe termine en position de relégable et est renvoyée au niveau inférieur. Ferdinand Boogaerts y joue une saison puis, le club ayant échoué à la deuxième place de sa série, à trois points du champion Tilleur, il part au Standard de Liège, qui joue au plus haut niveau.
Il s'impose très vite comme le titulaire au poste de gardien de but et mène l'équipe sur le podium en 1949. Par la suite, les résultats en championnat sont moins bons mais ses bonnes performances ne passent pas inaperçues et il dispute son premier match avec l'équipe nationale belge en 1951. Pendant un an, il est également le titulaire chez les « Diables Rouges », avec lesquels il dispute six rencontres. Par la suite, il perd progressivement sa place face à la concurrence du jeune Toussaint Nicolay et ne joue plus qu'épisodiquement. En 1955, il décide de mettre un terme définitif à sa carrière de joueur, après avoir disputé plus de 300 rencontres parmi l'élite nationale.

## Statistiques
| Saison                | Club                  | Championnat           | Championnat | Championnat | Coupe(s) nationale(s) | Coupe(s) nationale(s) | Total | Total |
| Saison                | Club                  | Division              | M.          | B.          | M.                    | B.                    | M.    | B.    |
| 1938-1939             | R. White Star AC      | Division 1            | -           | -           | -                     | -                     | 0     | 0     |
| 1941-1942             | R. White Star AC      | Division 1            | -           | -           | -                     | -                     | 0     | 0     |
| 1942-1943             | R. White Star AC      | Division 1            | -           | -           | -                     | -                     | 0     | 0     |
| 1943-1944             | R. White Star AC      | Division 1            | -           | -           | -                     | -                     | 0     | 0     |
| 1945-1946             | R. White Star AC      | Division 1            | -           | -           | -                     | -                     | 0     | 0     |
| 1946-1947             | R. White Star AC      | Division 1            | -           | -           | -                     | -                     | 0     | 0     |
| 1947-1948             | R. White Star AC      | Division 2            | -           | -           | -                     | -                     | 0     | 0     |
| Sous-total            | Sous-total            | Sous-total            | -           | -           | -                     | -                     | 0     | 0     |
| 1948-1949             | Standard de Liège     | Division 1            | 25          | 0           | -                     | -                     | 25    | 0     |
| 1949-1950             | Standard de Liège     | Division 1            | 30          | 0           | -                     | -                     | 30    | 0     |
| 1950-1951             | Standard de Liège     | Division 1            | 30          | 0           | -                     | -                     | 30    | 0     |
| 1951-1952             | Standard de Liège     | Division 1            | 26          | 0           | -                     | -                     | 26    | 0     |
| 1952-1953             | Standard de Liège     | Division 1            | 25          | 0           | -                     | -                     | 25    | 0     |
| 1953-1954             | Standard de Liège     | Division 1            | 19          | 0           | -                     | -                     | 19    | 0     |
| 1954-1955             | Standard de Liège     | Division 1            | 5           | 0           | -                     | -                     | 5     | 0     |
| Sous-total            | Sous-total            | Sous-total            | 160         | 0           | -                     | -                     | 160   | 0     |
| Total sur la carrière | Total sur la carrière | Total sur la carrière | 306         | -           | -                     | -                     | 306   | 0     |

## Sélections internationales
Ferdinand Boogaerts compte dix convocations en équipe nationale belge, pour six matches joués. Il dispute son premier match avec les « Diables Rouges » le 10 juin 1959 face à l'Espagne et son dernier le 26 novembre 1952, lors d'un déplacement en Angleterre. Il encaisse un total de 24 buts au cours de sa carrière internationale.
Le tableau ci-dessous reprend toutes les sélections de Ferdinand Boogaerts. Les rencontres qu'il ne joue pas sont indiquées en italique. Le score de la Belgique est toujours indiqué en gras.
| Date       | Compétition  | Adversaire | Lieu      | Score | Remarque |
| ---------- | ------------ | ---------- | --------- | ----- | -------- |
| 30/05/1946 | Match amical | Pays-Bas   | Anvers    | 2-2   |          |
| 02/10/1949 | Match amical | Suisse     | Bruxelles | 2-2   |          |
| 15/04/1951 | Match amical | Pays-Bas   | Amsterdam | 5-4   |          |
| 20/05/1951 | Match amical | Écosse     | Bruxelles | 0-5   |          |
| 10/06/1951 | Match amical | Espagne    | Bruxelles | 3-3   |          |
| 17/06/1951 | Match amical | Portugal   | Lisbonne  | 1-1   |          |
| 14/10/1951 | Match amical | Autriche   | Bruxelles | 1-8   |          |
| 25/11/1951 | Match amical | Pays-Bas   | Amsterdam | 6-7   |          |
| 19/10/1952 | Match amical | Pays-Bas   | Anvers    | 2-1   |          |
| 26/11/1952 | Match amical | Angleterre | Londres   | 5-0   |          |